# 馬薩比特郡

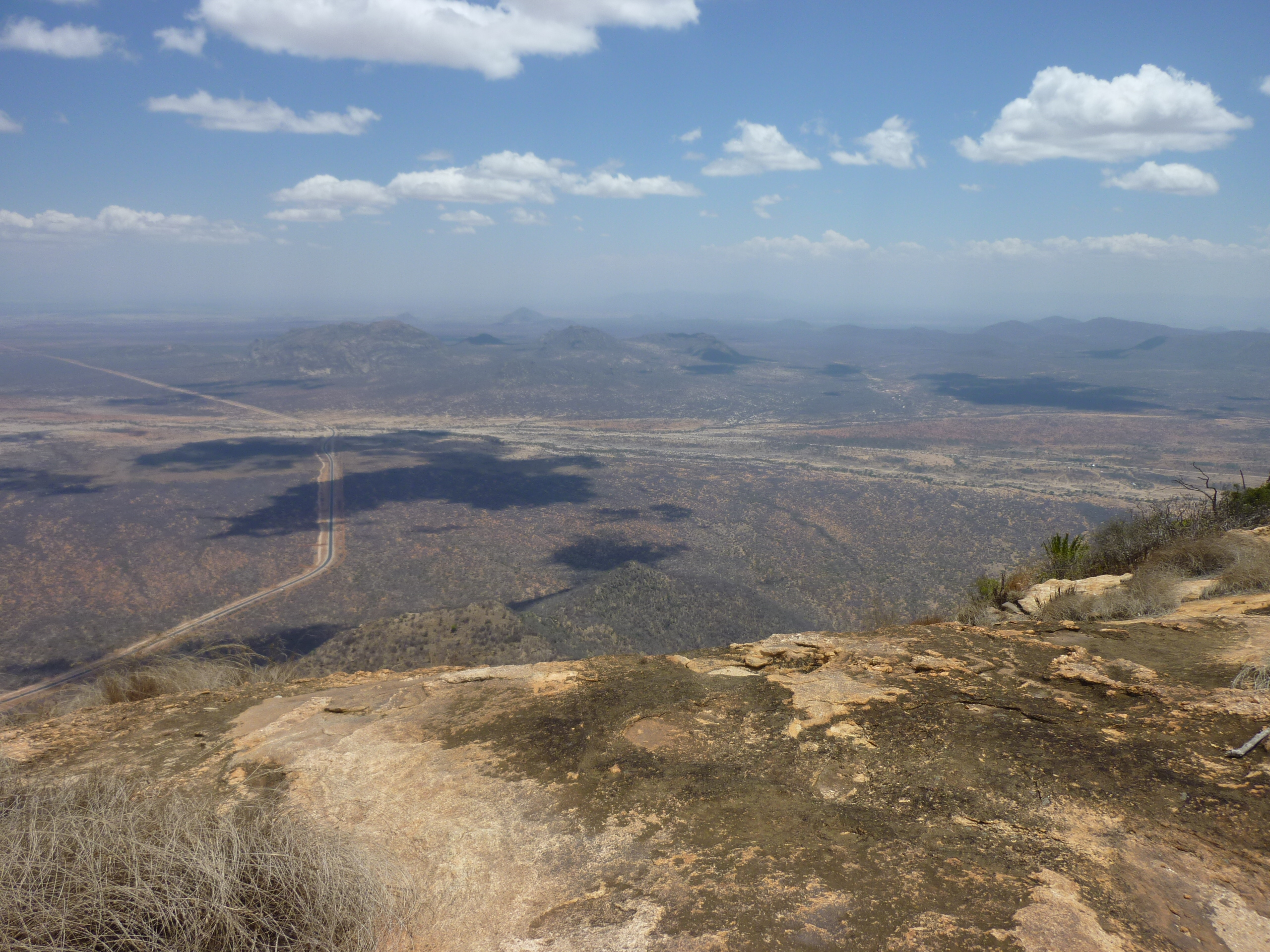

馬薩比特郡，是肯尼亞的一個郡，位於該國東部，由東部省負責管轄，首府設於馬薩比特，始建於2013年3月4日，面積66,923平方公里，2009年人口291,166，人口密度每平方公里4.35人。